# سیارک ۱۷۶۰۷
سیارک ۱۷۶۰۷ (به انگلیسی: 17607 Taborsko، نامگذاری:1995TC) هفده هزار و ششصد و هفتمین سیارک کشف شده‌است که در ۲ اکتبر ۱۹۹۵ کشف شد.